# Holofernes

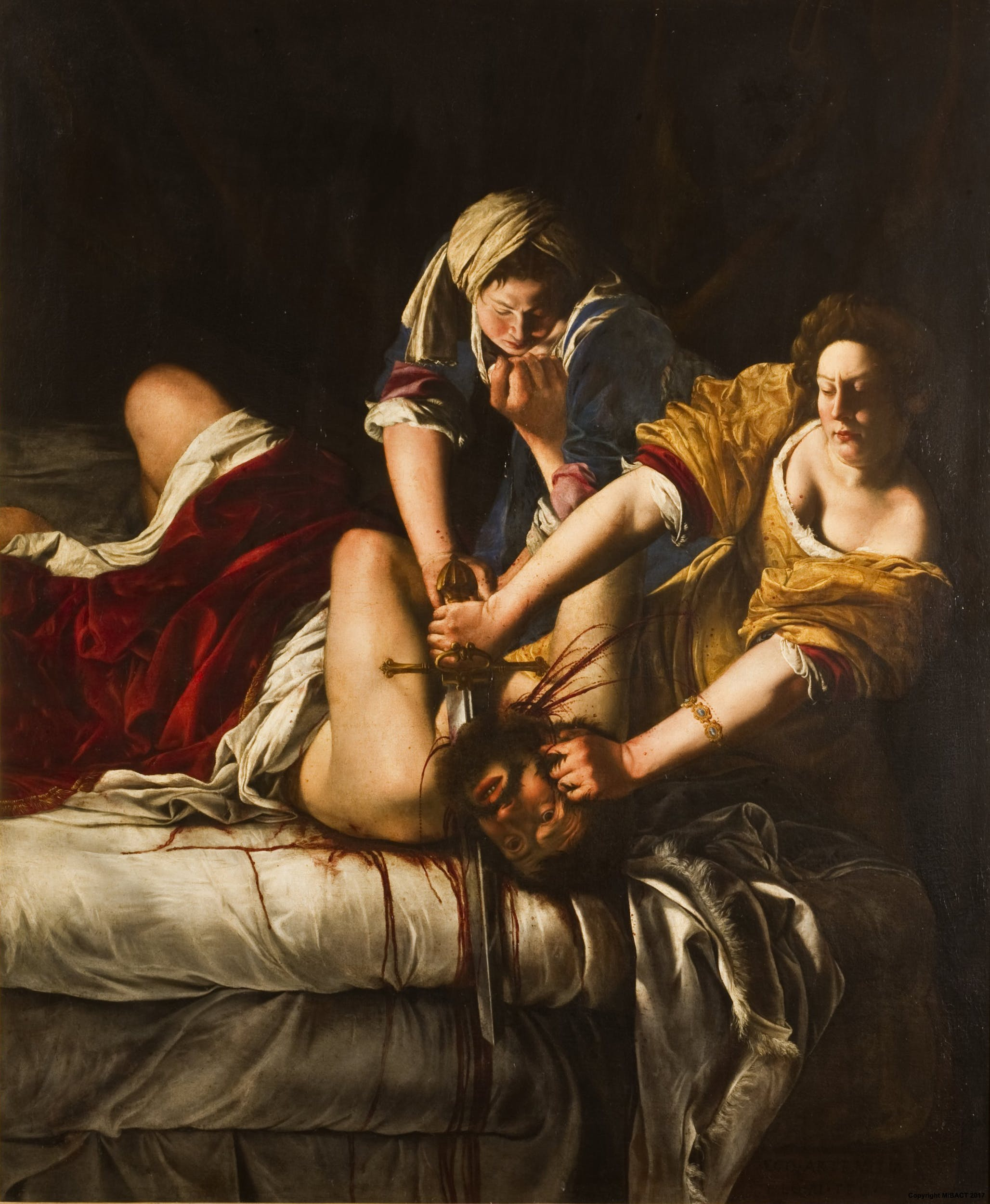
Judith köpft Holofernes von Artemisia Gentileschi, entstanden von 1614 bis 1620

Holofernes [hoˈlo.fɛɐ̯.nəs] ist nach dem Alten Testament ein assyrischer Feldherr, der von Judith getötet wird. Er erscheint im Buch Judit als General des babylonischen Königs Nebukadnezar II., der mit seinem Heer ausgezogen ist, die Staaten zwischen Mittelmeer und Rotem Meer zu unterwerfen als Vergeltung dafür, dass keines der Völker Nebukadnezar im Krieg gegen den medischen König Artaphernes unterstützt hat.
Die biblische Geschichte handelt von Übermacht und Bedrohung (Assyrer/Babylonier) auf der einen und von Ohnmacht und Wehrlosigkeit (Juden) auf der anderen Seite. Die Jüdin Judith kann aber ihre weiblichen Reize einsetzen und mit der Ermordung des Holofernes ihr Ziel erreichen: die Abwendung großer Not von ihrem Volk. In künstlerischen Darstellungen wird Judith durch ihren Mord an Holofernes oftmals als Femme fatale dargestellt.
Da das Buch Judit im Allgemeinen als fiktionale Erzählung betrachtet wird, ist Holofernes vermutlich keine historische Gestalt.

## Erzählung in der Bibel
Im Buch wird erzählt, dass Holofernes nach Rauben, Morden und Brandschatzen im ganzen Vorderen Orient die an einem Pass des Judäischen Berglandes gelegene Stadt Betulia angreift und belagert. Da es an Wasser fehlt, sind die Einwohner kurz davor, sich zu ergeben. Einige der Einwohner fordern eine Frist von fünf Tagen abzuwarten, in der Gott sie noch retten kann. Judit (auch: Judith), eine fromme jüdische Witwe von erheblichem Reiz – und ebenso erheblichem Reichtum – entschließt sich, ihre Stadt zu retten. Sie geht mit ihrer Magd und Weinkrügen in das Lager von Holofernes’ Truppen, wo es ihr wegen ihrer Schönheit ohne weiteres gelingt, das Zelt von Holofernes zu erreichen. Betört von ihrer Schönheit und Weisheit lädt Holofernes sie zu einem Gelage ein, im Verlaufe dessen sich die Diener diskret aus dem Zelt zurückziehen, um bei der erwarteten Liebesnacht nicht zu stören. Judit macht ihn jedoch mit dem schweren Wein betrunken, und gemeinsam mit ihrer Magd enthauptet sie ihn. Judit kehrt mit dem abgeschlagenen Kopf nach Betulia zurück. Als die Soldaten morgens den gemeuchelten Feldherrn entdecken, ergreifen sie in Panik die Flucht, und die Juden können die verbliebenen Angreifer besiegen.

„Sehet, dies ist das Haupt des Holofernes, des Feldmarschalls der Assyrer, und sehet, das ist die Decke, darunter er lag, als er trunken war. Da hat ihn Jahwe, unser Gott, durch Weibeshand umgebracht.“

## Rezeption

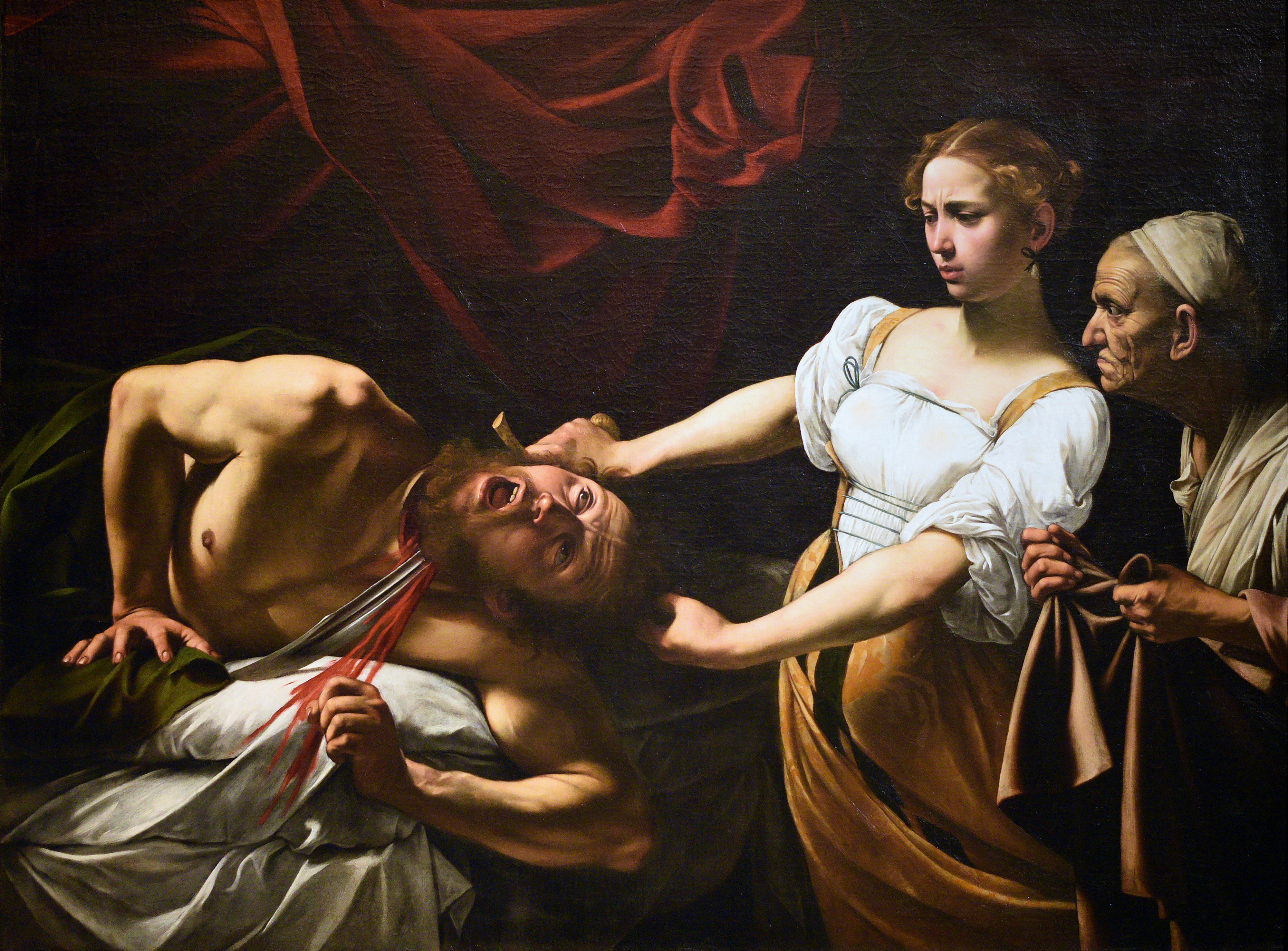
Judith enthauptet Holofernes (Bildnis von Caravaggio, um 1598)

Die Geschichte war ein insbesondere in Renaissance und Barock beliebtes Bildmotiv und wurde u. a. von Sandro Botticelli, Lucas Cranach dem Älteren, Caravaggio und Artemisia Gentileschi verwendet. In der Sixtinischen Kapelle in Rom ist ebenfalls eine Darstellung der Geschichte Teil des von Michelangelo Buonarroti geschaffenen Deckengemäldes (in einem der großen Eckzwickel). Der Jugendstil-Maler Gustav Klimt schuf 1901 das Gemälde Judith und Holofernes (Judith I), dessen Thematik er 1909 mit Judith II noch einmal aufgriff.

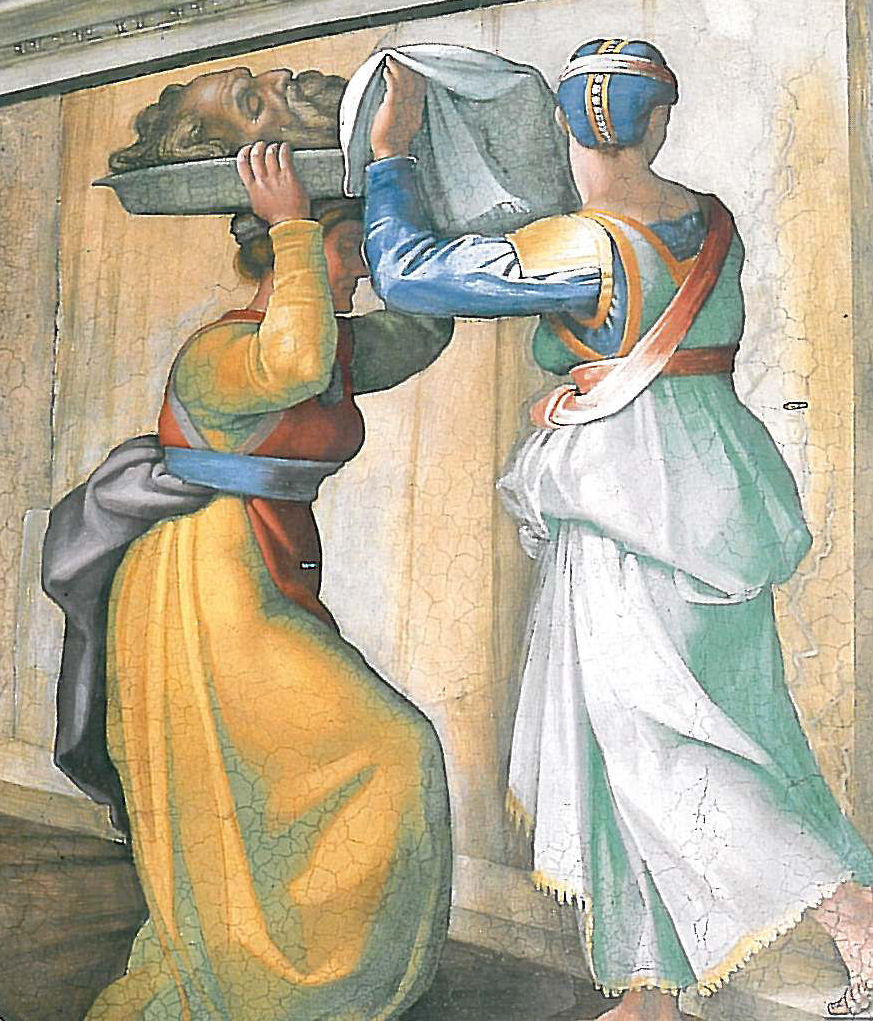
Judith und Dienerin mit dem Haupt des Holofernes – Sixtinische Kapelle

Musikalisch wird der Tod des Holofernes unter anderem in dem Oratorium Juditha triumphans devicta Holofernis barbarie von Antonio Vivaldi und dem Oratorium La Betulia liberata von Wolfgang Amadeus Mozart thematisiert. 1923 komponierte Emil Nikolaus von Reznicek die Oper in zwei Akten Holofernes, dessen Libretto er auf der Grundlage der im Jahr 1839/40 von Friedrich Hebbel verfassten Tragödie Judith schrieb.
Auch in der 1983 erschienenen Komödie Achterloo von Friedrich Dürrenmatt wird die Geschichte immer wieder aufgegriffen.
Im Wahlkampf für den Landtag 2018 in Bayern verwendete die Kandidatin der Partei DIE PARTEI (KV Würzburg), Andrea Kübert, ein Plakat-Motiv mit ihr selbst als Judith und einem geköpften Ministerpräsidenten Markus Söder als Holofernes.